# Aspergillus avenaceus
Aspergillus avenaceus är en svampart som beskrevs av G. Sm. 1943. Aspergillus avenaceus ingår i släktet Aspergillus och familjen Trichocomaceae.   Inga underarter finns listade i Catalogue of Life.
Kan producera föreningen avenaciolide som kan döda vissa typer av svampar.